# 臺北市立圖書館總館
25°01′45″N 121°32′10″E / 25.0291547°N 121.5362097°E

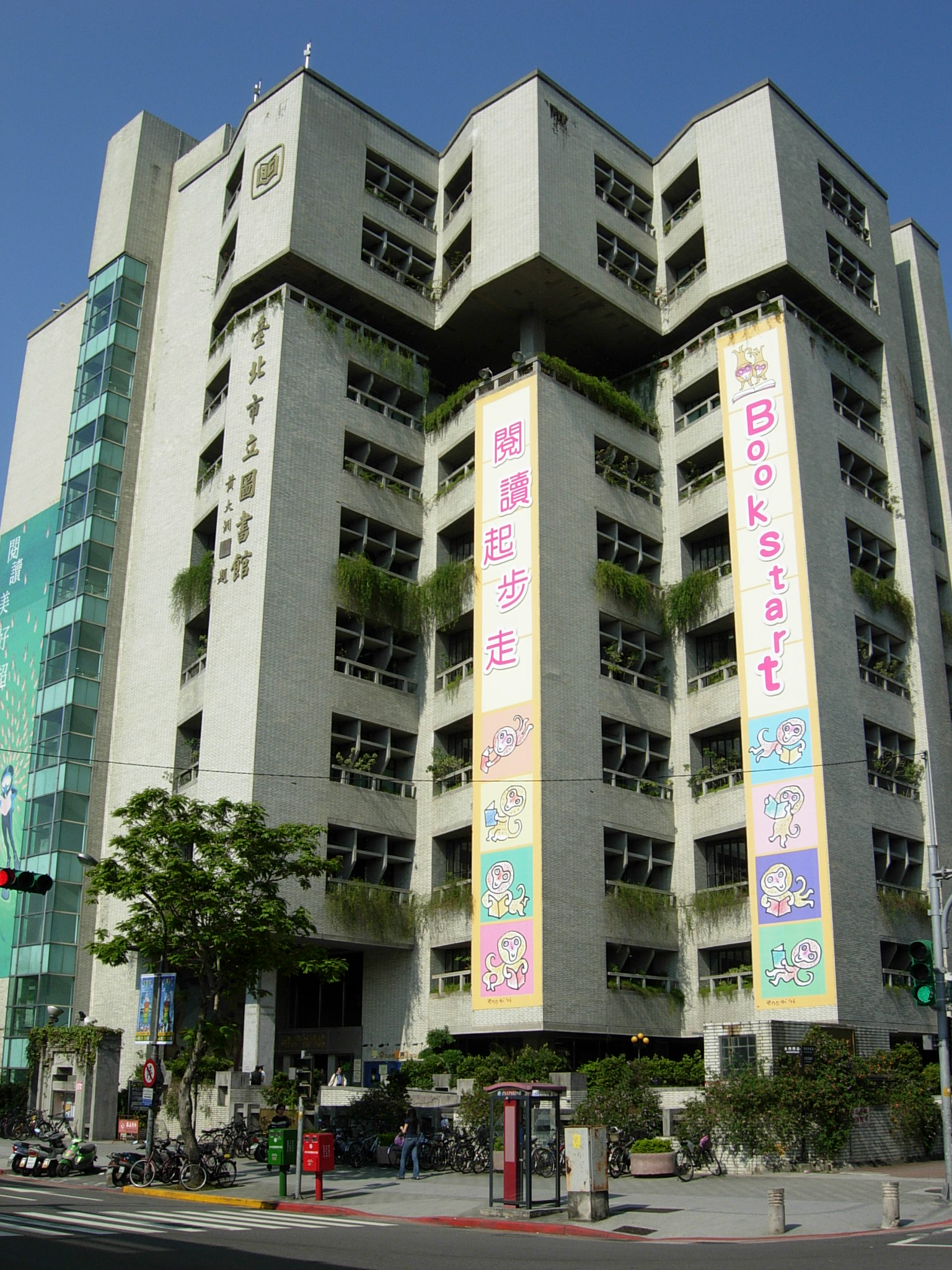
臺北市立圖書館總館外觀（外牆整修前）

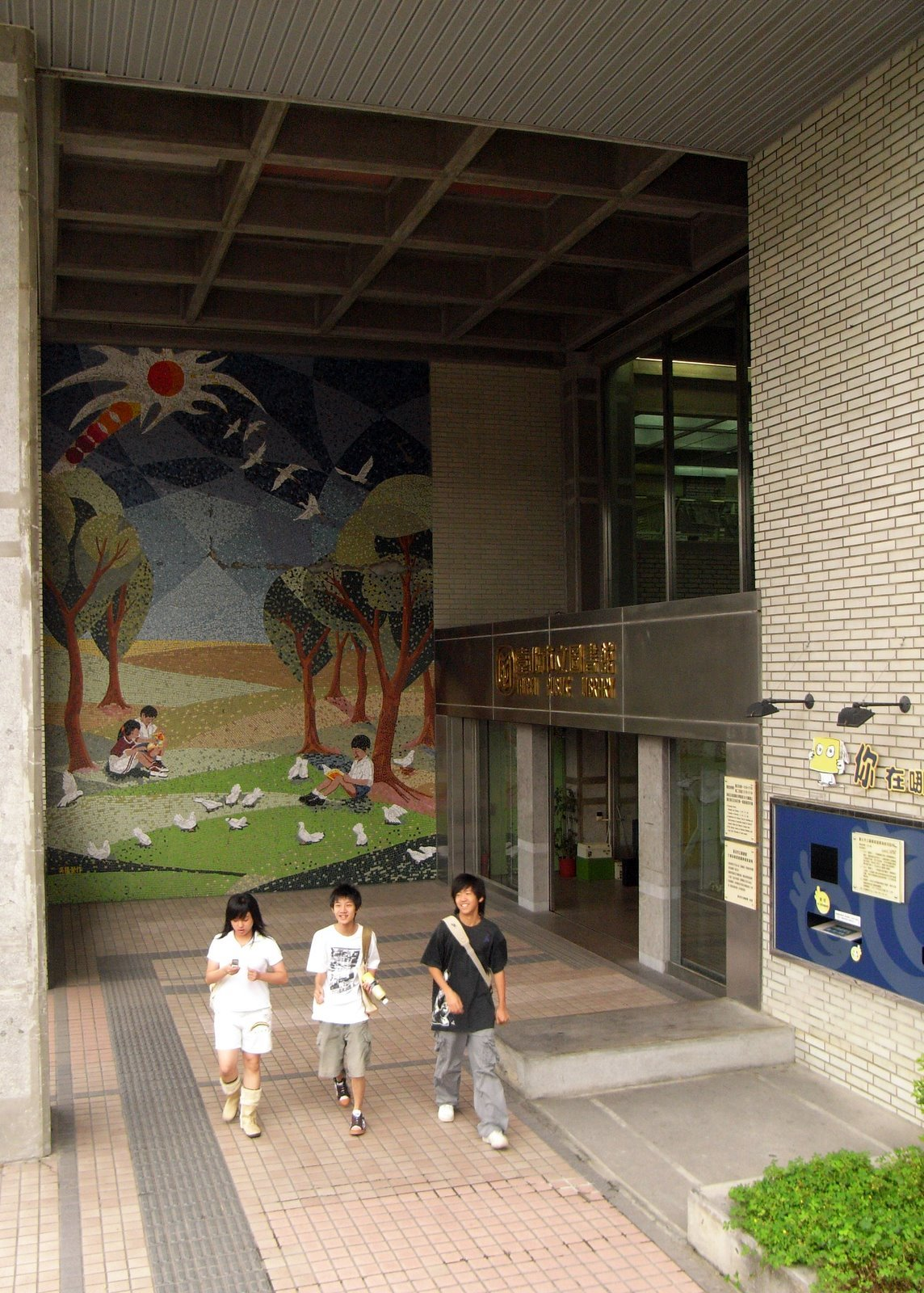
臺北市立圖書館總館，入口處。（整修前）

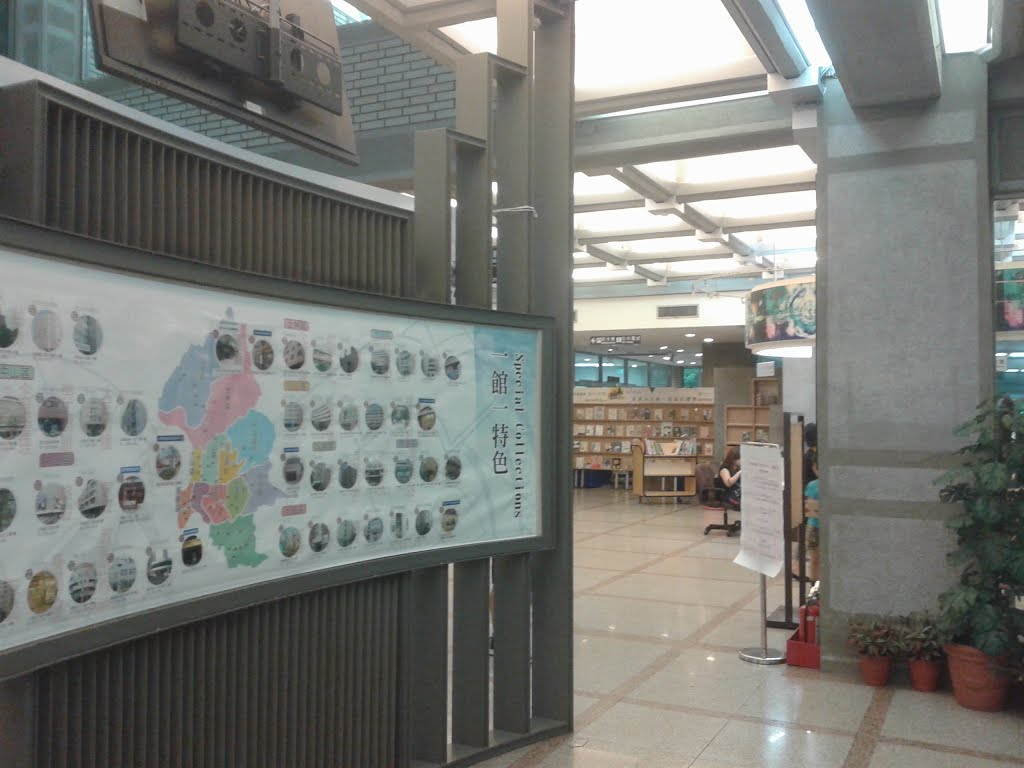
一樓大廳（整修前）

臺北市立圖書館總館位於臺灣臺北市大安區，面對大安森林公園，近捷運大安森林公園站，樓板總面積約6,000餘坪（2.2萬平方公尺），啟用至今，已累積50萬1500冊的藏書和視聽資料。
總館經過了五次主要的遷移，擔任過的館舍共有五座，依續是原松山圖書館、原城北圖書館、原古亭圖書館、原信義路臨時總館、原古亭圖書館。現在的總館落成於1990年，為第五棟做為北市圖總館的館舍。
總館館藏特色為綜合性館藏，館舍自地上11樓至地下3樓，地下3樓以下有向下延伸的演講廳，部份空間尚在規劃中。總館編號C01。視聽室內閱、參考室、視聽室外借區、小小世界外文圖書館、借書站另有編號，分別是CIN、C02、C03、C04、ABS。
總館內設有留學資料中心（英譯：The Information Center on Schools Abroad），於1990年成立，位於館舍三樓，提供讀者出國留學的資訊與服務。總館三樓設有臺北美國資料中心，於2011年1月14日與美國在台協會合作成立，由美國在台協會贈送圖書、非書資料（含視聽資料及電子書）、定期更新美國政府出版品，並提供電子書閱讀器等設備。
總館五樓設置公共圖書館北區資源中心專區，提升公共圖書館館藏資源整合與服務之主題館藏及資源分享機制，強化館際合作服務。
此外，以2006年的資料來說，總館之外借冊數共有626,554冊，為臺北市立圖書館所有館舍之冠。前十名依序是總館、三民分館、西湖分館、東湖分館、天母分館、中崙分館、萬華分館、永春分館、景新分館、大直分館。若以使用人次來看，總館之使用人次為1,222,704人次，亦為所有館舍之冠。分館前五名依續則是西湖分館、三民分館、東湖分館、永春分館及中崙分館。

## 組織
- 館長

- 副館長

- 秘書

- 採編課：業務項目：圖書資料之徵集、選購、登記、分類、編目及交換。

- 閱覽典藏課：業務項目：各類圖書資料及金石、輿圖、文獻之庋藏、陳列、供閱、出借與催還等事項。

- 諮詢服務課：業務項目：參考資源之徵集與管理、參考問題諮詢服務、文獻傳遞服務、成人教育資訊服務、留學諮詢服務、多元文化中心服務及樂齡中心服務等事項。

- 推廣課：業務項目：調查統計、研究實驗、視察輔導、推廣活動、展覽演講、文宣刊物、導覽參觀、巡迴圖書、圖書館專業人員訓練及盲人圖書服務等事項。

- 視聽室：業務項目：視聽資料之蒐集、整理、製作、複印、保管、出借、催還，視聽節目之安排、放映及視聽器材之管理維護等事項。

- 資訊室：業務項目：各種資料分析、登錄、輸入，資訊制度規劃、程式設計、計算機應用之研究及機器操作與維護等事項。

- 秘書室：業務項目：文書、印信、財產、出納、庶務、研考、營繕、機電設備之管理維護及其他不屬於各課室事項。

- 會計室：業務項目：依法辦理歲計、會計及統計事項。

- 人事室：業務項目：依法辦理人事管理事項。

- 政風室：業務項目：依法辦理政風事項。

- 駐警隊：總館館舍維安處理、門禁車輛管制及協助駐分館勤務等事項。

- 各分館閱覽室：圖書資料典藏與流通作業、參考諮詢、資訊檢索及推廣服務等項目。

## 樓層配置

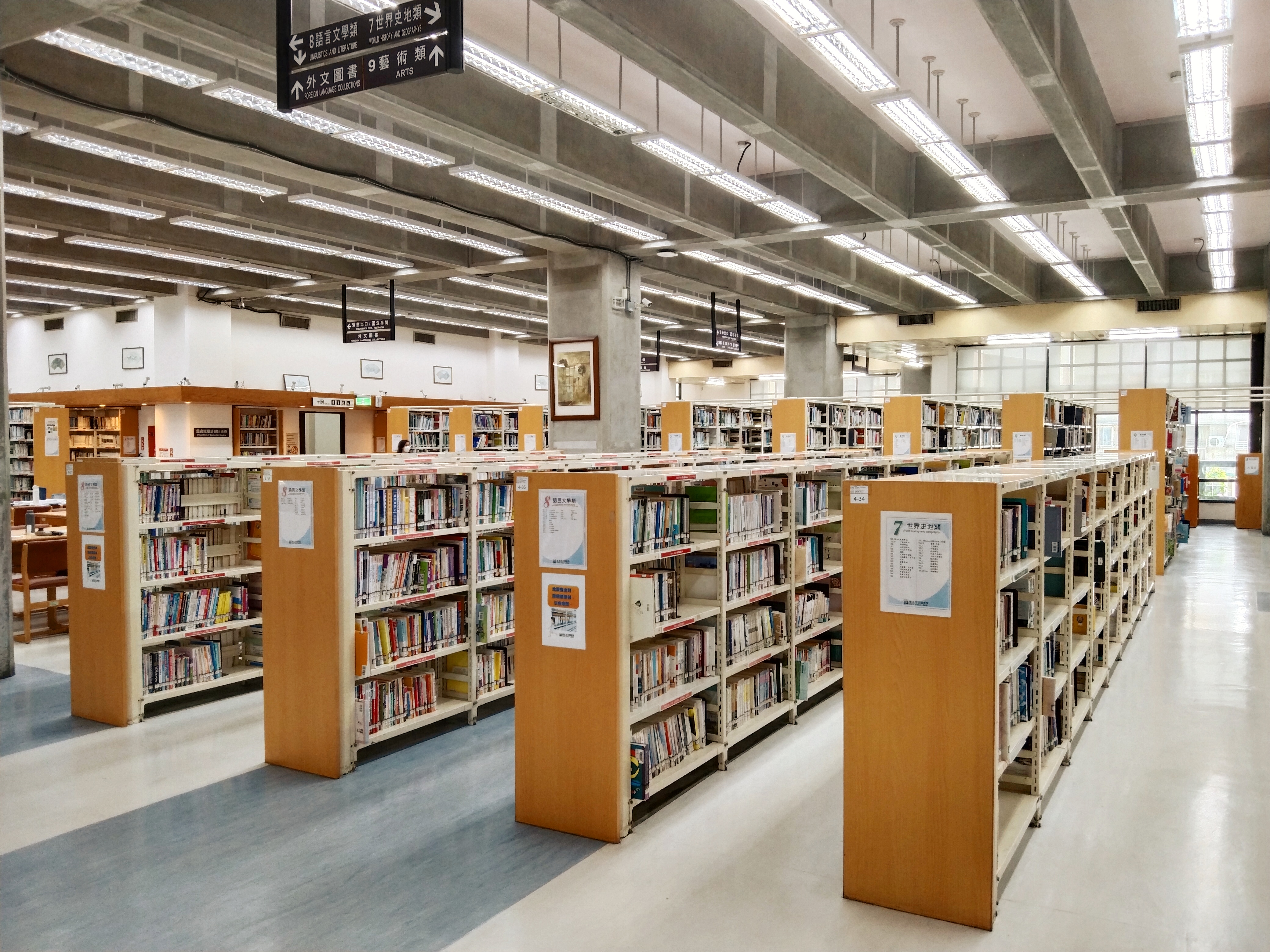
書庫區（4樓）
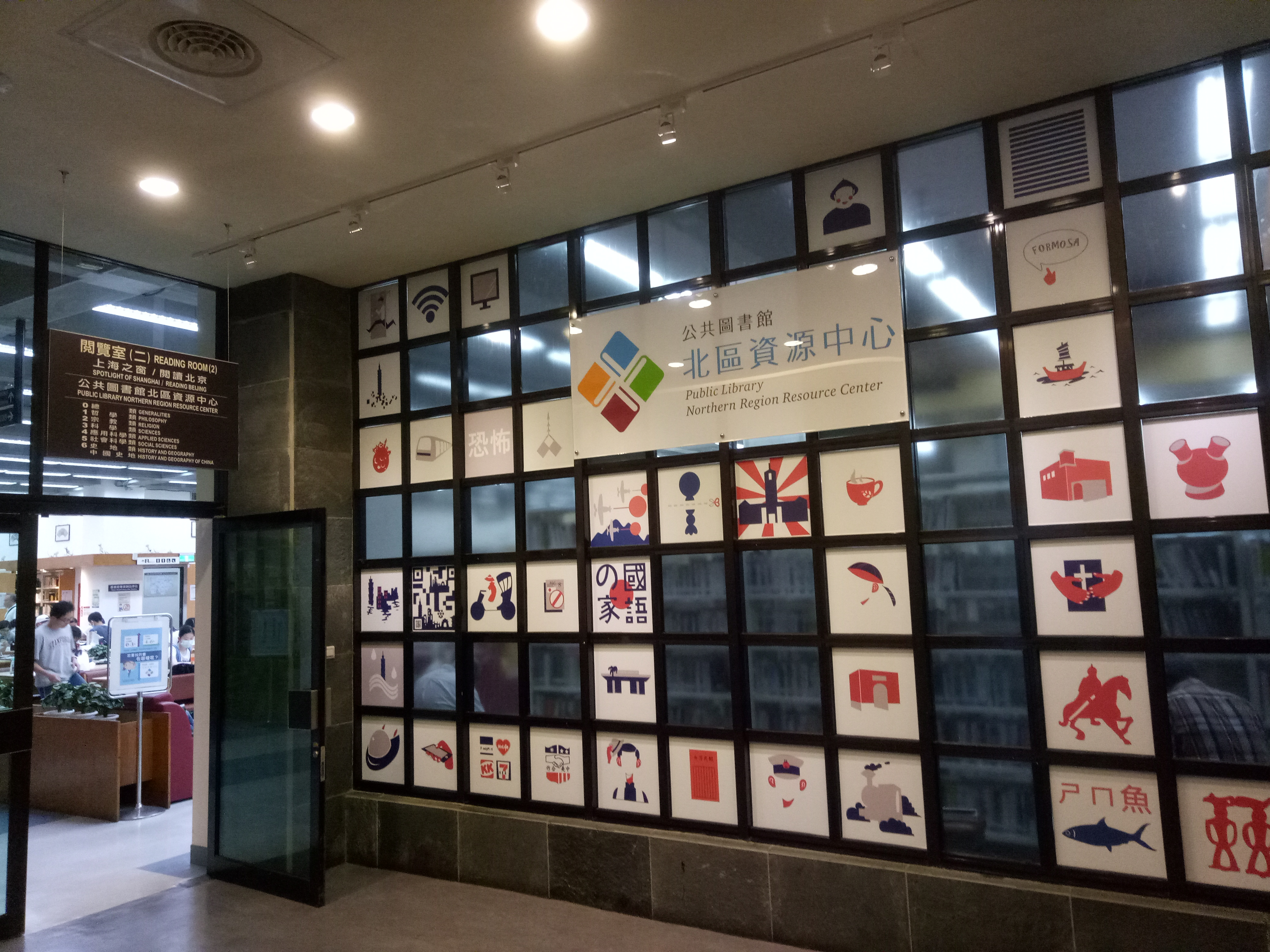
北區資源中心（5樓）
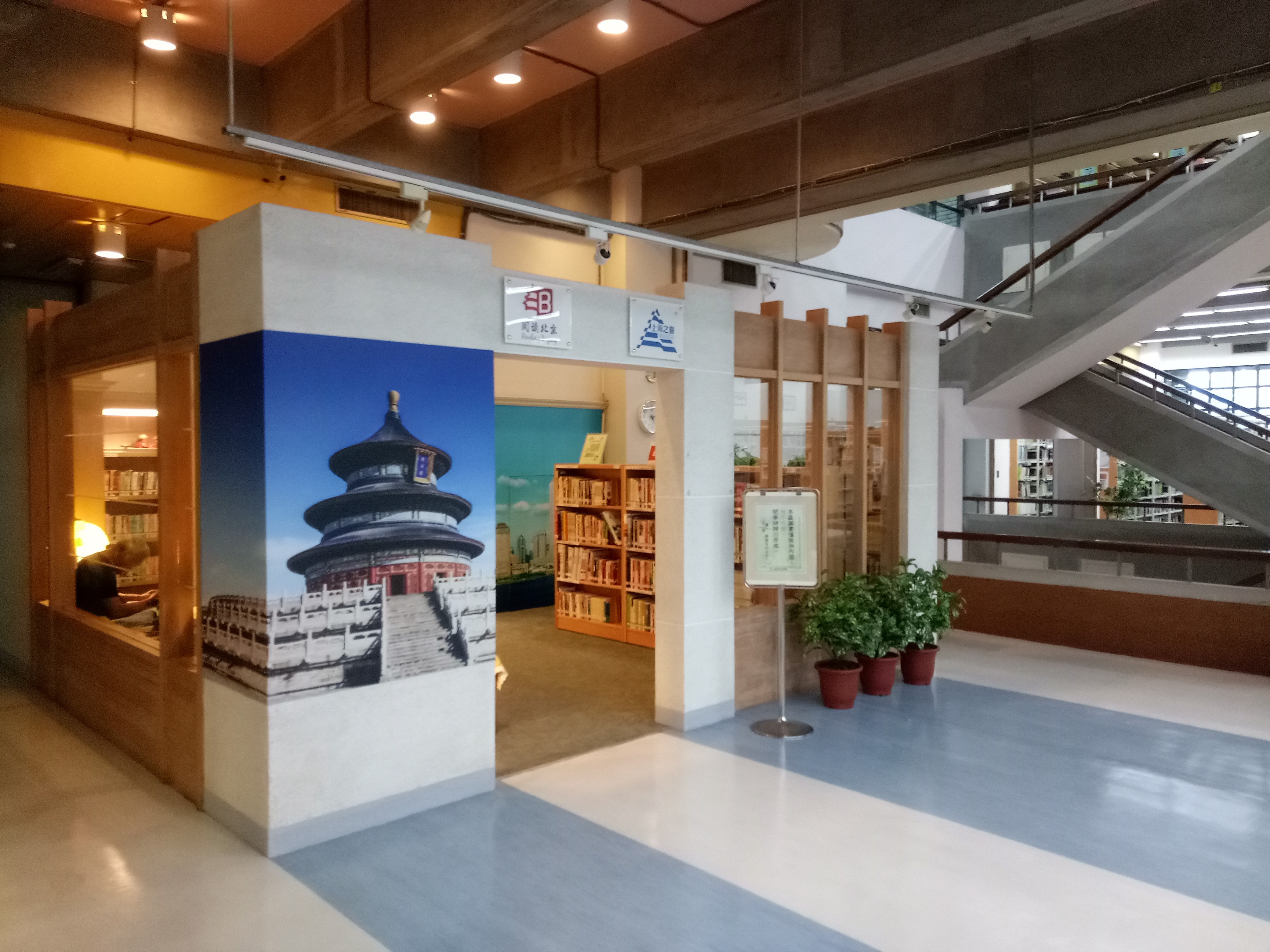
閱讀北京 上海之窗（5樓）
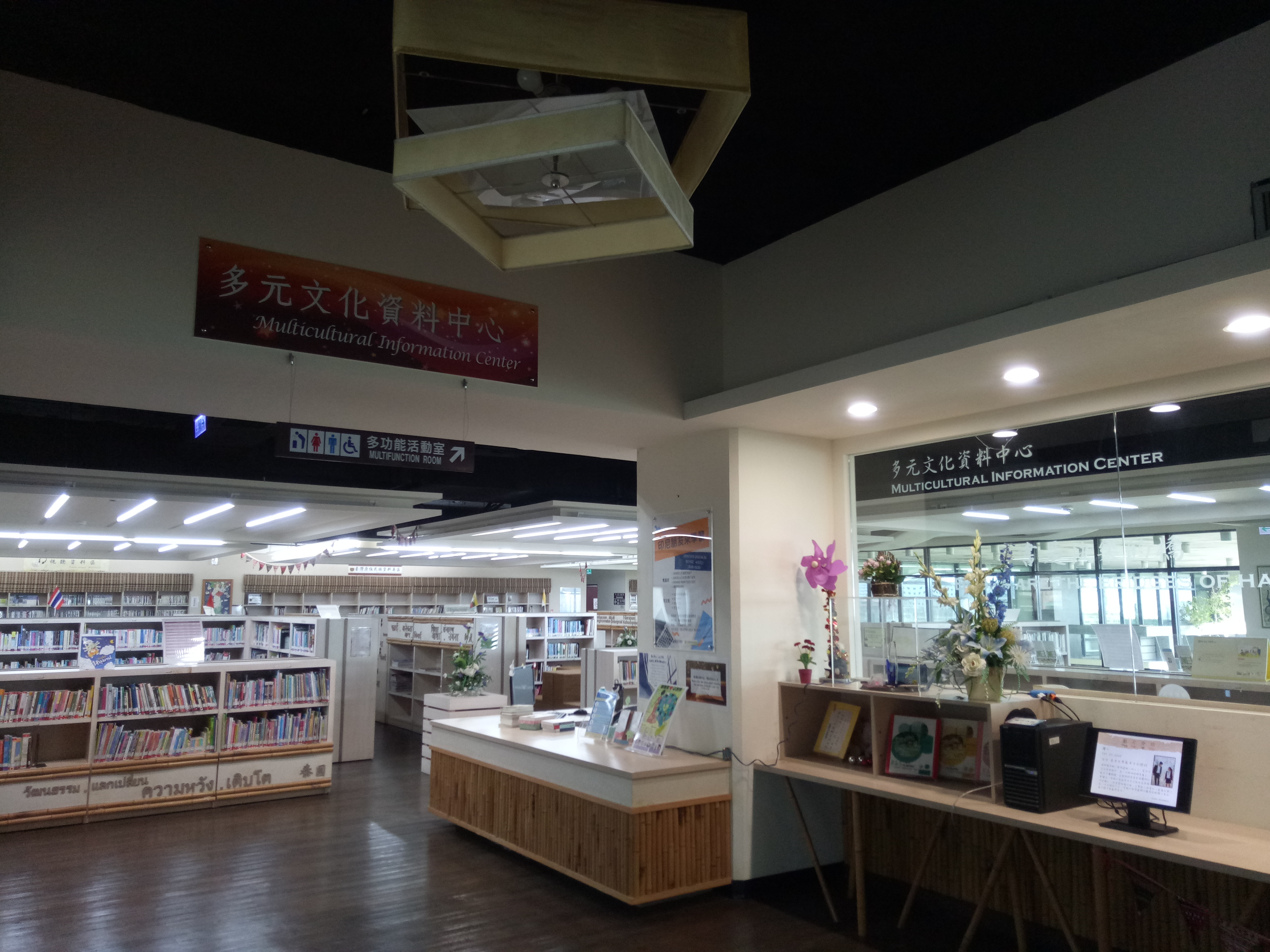
多元文化資料中心（9樓）
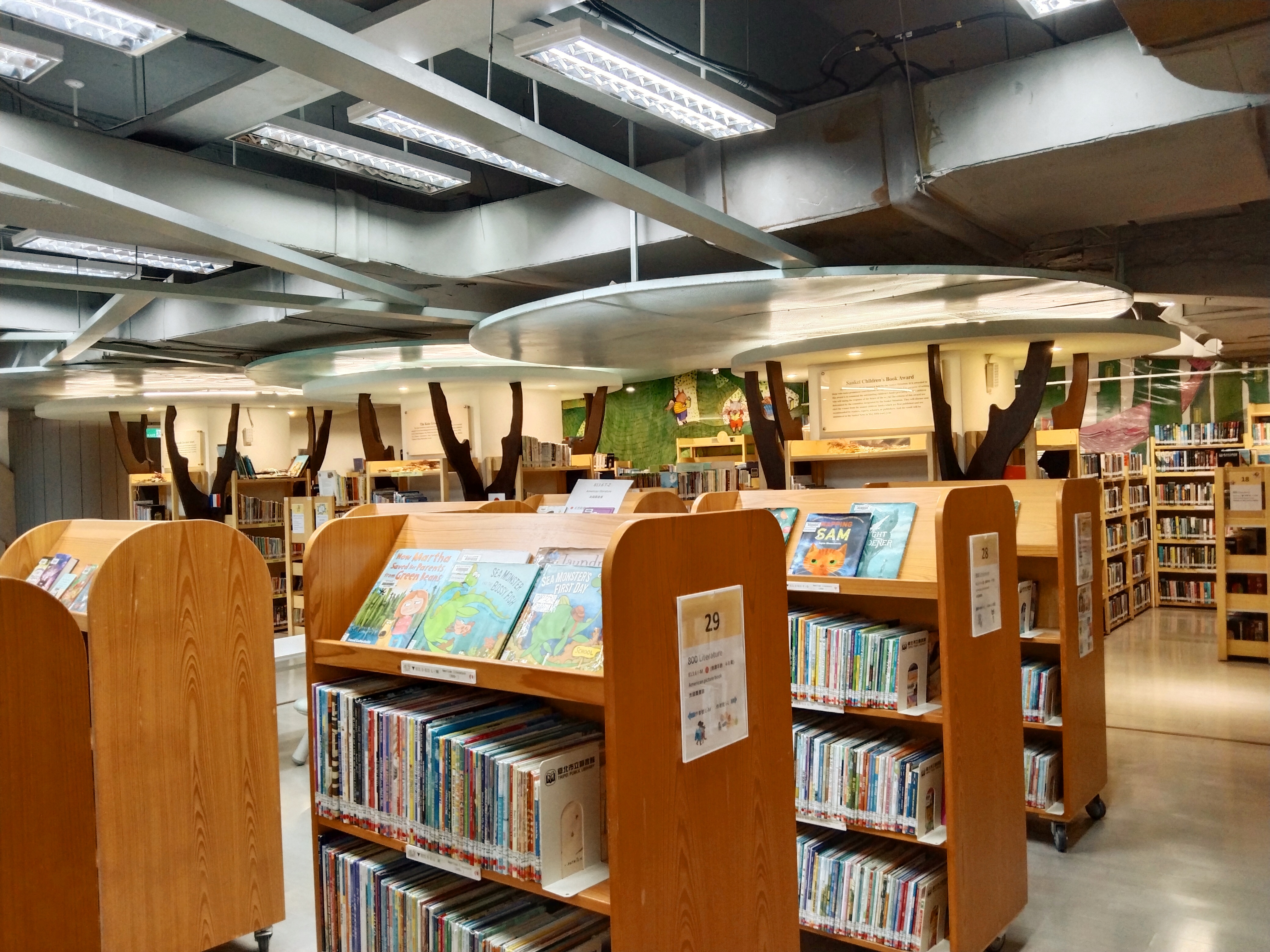
外文兒童圖書館（小小世界）

| 樓層  | 性能                   | 分區                                                                                              |
| ----- | ---------------------- | ------------------------------------------------------------------------------------------------- |
| 總館  |                        |                                                                                                   |
| 10~11 | 會議室                 | 國際會議廳、研習教室、會議室、辦公區、攝影棚、貴賓室、大安區樂齡學習資源中心                      |
| 9     | 多元文化資料中心       | 越南、緬甸、印尼、馬來西亞、泰國、菲律賓、印度、韓國等8國語文圖書區，電腦資源教室、多功能活動教室 |
| 8     | 視聽室                 | 視聽資料庫、個人欣賞區、小型團體欣賞區、大型團體欣賞區                                            |
| 7     | 行政中心               | 行政中心                                                                                          |
| 4~6   | 閱覽室                 | 閱覽區、圖書區、北區資源中心、自修區、過期報紙合訂本區、閱讀北京、上海之窗                        |
| 3     | 參考室                 | 書庫區、參考書區、留學資料中心、臺北美國資料中心                                                  |
| 2     | 期刊室                 | 閱報區、期刊區、本月報紙區                                                                        |
| 1     | 大廳                   | 服務台、資訊檢索區、辦公室                                                                        |
| B1    | 兒童閱覽室             | 兒童閱覽室、藝廊、哺乳區                                                                          |
| B2    | 外文兒童圖書館、演講廳 | 外文兒童圖書館（小小世界）、演講廳入口                                                            |
| B3    | 停車場                 | 停車場、演講廳                                                                                    |
| B4    | 演講廳                 | 演講廳                                                                                            |

- 書庫區（4樓）
- 北區資源中心（5樓）
- 閱讀北京 上海之窗（5樓）
- 多元文化資料中心（9樓）
- 外文兒童圖書館（小小世界）

## 交通

### 臺北公車
- 龍門國中站：18、52、72、207、211、235、237、278、278(區)、284、295、298、298(區)、568、662、663、680、688、紅57、復興幹線、和平幹線
- 大安國宅站：298、298(區)、紅57
- 信義建國路口站：0東、20、22、88、88區、204、226、1503、信義幹線

### 臺北捷運
- 文湖線科技大樓站
- 松山新店線、 中和新蘆線古亭站，再轉乘公車至龍門國中站下車
- 淡水信義線大安森林公園站

## 未來規劃
總館自原古亭圖書館舍(今王貫英圖書館)搬遷至建國南路館舍啟用迄今，已經經歷約25年之久，隨著書籍逐漸地購入，現有的館舍也出現不夠使用的情況。在高雄市立圖書館與新北市立圖書館陸續更新總館館舍後，對於總館是否遷移提出評估，台北市政府教育局評估的總館遷移的規劃方案有三，一是搬遷至忠孝東路警政署用地，二是搬遷到信義路美國在臺協會用地，三是搬遷到金湖路64巷臺北市立金湖國民中學預定地。
其中使用警政署用地一案，被拒絕而無法進行後續作業；使用信義路美國在臺協會用地一案，則需等美國在台協會搬遷到內湖新址並與中央政府協商後，與現有用地的另一管理單位中華民國財政部協調。規劃的新總館興建經費為新台幣廿八億元，於2015年7月向台北市長柯文哲進行了專案報告。
新總館將坐落於美國在臺協會舊址，打造為台北市音樂與圖書中心，設置有1500席國際級專業中西樂音樂廳、600席多媒體排練空間、90萬冊藏等，以及台北市立交響樂團、國樂團的團練及辦公空間。

## 外部連結
- 臺北市立圖書館 總館簡介 （页面存档备份，存于）
- 臺北市音樂與圖書中心 Taipei City Music Center and Library （页面存档备份，存于）